# Thơ tự do
Thơ tự do (tiếng Pháp: vers libre) là hình thức cơ bản của thơ, phân biệt với thơ cách luật ở chỗ không bị ràng buộc vào các quy tắc nhất định về số câu, số chữ, niêm đối,... Nhưng thơ tự do lại khác thơ văn xuôi ở chỗ văn bản có phân dòng và xếp song song thành hàng, thành khổ như những đơn vị nhịp điệu, có thể có vần.
Thơ tự do là thơ phân dòng nhưng không có thể thức nhất định và không quy định số lượng từ trong một câu, cũng như không cần có vần liên tục.
Nó có thể là hợp thể, phối xen các đoạn thơ làm theo các thể khác nhau, hoặc hoàn toàn tự do. Ví dụ: Hoan hô chiến sĩ Điện Biên của Tố Hữu, Đất nước của Nguyễn Đình Thi, Cành phong lan bể của Chế Lan Viên. Đặc điểm đáng chú ý của thơ tự do thường là phá khổ – không theo khổ 4 dòng, 6 dòng đều đặn ngay ngắn. Đặc biệt điểm thứ hai là có thể mở rộng câu thơ, kéo dài câu thơ thành hàng chục tiếng, gồm nhiều dòng in, có thể sắp xếp thành “bậc thang” để tô đậm nhịp điệu ở trong câu, có thể xen kẽ câu ngắn dài thoải mái.
Thơ tự do xuất hiện từ nhu cầu đòi hỏi thơ đi sát cuộc đời hơn, phản ánh được những khía cạnh mới của cuộc sống đa dạng, thể hiện được những cách nhìn nghệ thuật mới của nhà thơ. Trong lịch sử văn học, sự nẩy sinh của nó thường gắn với những biến chuyển lớn về ý thức hệ. Trên thế giới, U. Uýt-man, P. Nê-ru-đa, N. Ghi-den,... là những nhà thơ nổi tiếng về thơ tự do....